# Karel II. Avstrijski
Karel II. Avstrijski (znan tudi kot Karel II. Habsburški) , nadvojvoda in knez Notranjeavstrijskih dežel, * 3. junij 1540, Dunaj, Habsburška monarhija, † 10. julij 1590, Gradec, Habsburška monarhija.

## Življenje
Bil je tretji sin cesarja Ferdinanda I. in njegove žene Ane Češke. Po smrti svojega očeta in delitvi habsburških dežel je postal deželni knez Notranje Avstrije, ki je obsegala Štajersko, Kranjsko, Koroško, Goriško in Trst. Njegovo vladavino je zaznamovala reformacija in obramba proti Osmanom. Svoj sedež je imel v Gradcu. Za razliko od svojega brata Maksimiljana, je bil predan katolik. Tako je na svoje ozemlje povabil jezuite in spodbujal protireformacijo. Leta 1571 se je poročil s svojo nečakinjo Marijo Ano. Skupaj sta imela kar 15 otrok, od katerih so trije umrli že v zgodnjem otroštvu.
Leta 1572 je moral z graško pacifikacijo štajerskemu plemstvu priznati svobodo vesti in svobodo bogoslužja. Za meščane je veljala le svoboda vesti, toda ti so se po najbližjih gradovih lahko udeleževali tudi maš. Ker je verska svoboda veljala tudi za »verske sorodnike« plemstva, so si ti to razlagali tudi kot podložnike svojih zemljiških gospostev. Po graški pacifikaciji se je protestantizem močno razširiril tudi po Kranjski in Koroški, zaradi tega je neprestano prihajalo do sporov med plemstvom in meščani ter Karlom. Leta 1578 je cesar Rudolf II. prenesel skrb za obrambo Hrvaške na Karla. Zaradi velikanskih stroških vzdrževanja Vojne krajine je nujno potreboval nove vire denarja.
Tako je bil, ker je nujno potreboval denar za obrambo proti osmanskim napadom, 9. februarja 1579 v Brucku  prisiljen  sprejeti zahteve deželnih stanov glede protestantizma. Dal je ustno izjavo in zagotovilo, da ne bo ukrepal proti nikomur v notranjeavstrijskih deželah, ki se priznava k protestantizmu. Stanovi pa so privolili v nove davke za potrebe Vojne krajine. Dogodek je znan kot t. i. bruška verska pomiritev, ki je zagotovila versko svobodo tako rekoč vsemu prebivalstvu. Le za štiri mesta (Celovec, Ljubljana, Gradec in Judenburg) je Karel dovolil tudi protestantske pridigarje in protestantske šole. Leta po tem pomenijo najvišji, čeprav kratkotrajen vzpon protestantizma v Notranji Avstriji.
Leta 1579 je dal zaradi obrambe proti Osmanom ustanoviti trdnjavo Karlstadt, predhodnico današnjega mesta Karlovec. Karel je 19. maja 1580 od tržaškega škofa Coreta kupil vas Lipico, z njo pa tudi celotno posest in čredo konj. V Lipici je dal ustanoviti še danes delujočo kobilarno, v kateri so vzgajali pasmo konj, znanih kot lipicanci. Leta 1585 je dal ustanoviti Univerzo v Gradcu. Bil je tudi podpornik umetnosti in znanosti. Med njegovimi varovanci sta bila Orlando di Lasso in Lodovico Zacconi.